# ニュークリア・アソルト
ニュークリア・アソルト（NUCLEAR ASSAULT）は、アメリカ合衆国のスラッシュメタル・バンド。
S.O.D.やD.R.I.などと共に、クロスオーバー・スラッシュを代表するグループ。元アンスラックスなどで活躍したベーシストのダン・リルカが在籍している事でも知られる。

## 略歴

### 結成期（1984年 - 1995年）
- 1984年、当時のヴォーカリスト、ニール・タービンとの確執によってアンスラックスを脱退したダン・リルカ(B)が、創生期のアンスラックスに在籍していたジョン・コネリー(Vo,G)と共に結成。
- 1986年、ジョン、ダン、アンソニー・ブラマンテ(G)、グレン・エヴァンス(Ds)のラインナップに落ち着き、コンバット・レコードから1stアルバム『GAME OVER』を発表する。ヨーロッパではアンダー・ワン・フラッグより発表された。
- 1987年、ミニアルバム『THE PLAGUE』を発表。
- 1988年、2ndアルバム『SURVIVE』を発表。
- 1989年、3rdアルバム『HANDLE WITH CARE』を発表。
- 1991年、4thアルバム『OUT OF ORDER』を発表。
- 1992年、ライブアルバム『LIVE AT THE HAMMERSMITH ODEON』を発表。
- 1993年、ダンがサイド・プロジェクトのブルータル・トゥルースに専念する為に脱退し、続いてアンソニーも脱退する。後任に、元T.T.QUICKのデイヴ・ディピエトロ（G）と元プロフェットのスコット・メタクサス（B）を迎え、5th『SOMETHING WICKED』を発表。その後、自然消滅の形で活動を停止する。

### 再始動（2002年 - 2022年）
- 2002年、ダンを中心に1stアルバム発表時のラインナップで復活。翌年、復活ライブの模様を収めたライブアルバム『ALIVE AGAIN』を発表。
- 2005年、11年振りの6thアルバム『THIRD WORLD GENOCIDE』を発表。
- 2006年、初のライブDVD『LOUDER HARDER FASTER』を発表。
- 2007年9月22日・23日、THRASH DOMINATION 07で4度目の来日公演を行う。
- 2008年5月25日 Maryland Death Fest 6 の最終日に当たるこの日トリを務めた。

- 2022年11月 活動休止を宣言。

## メンバー

### 最終ラインナップ
- ジョン・コネリー　(John Connelly) - ボーカル/ギター (1984-1995, 2002-2022)
元アンスラックス(1981)。サイド・プロジェクト ジョン・コネリー・セオリーでも活動していた。
- ダン・リルカ　(Dan Lilker) - ベース (1984-1993, 2002-2022)
アンスラックス(1981-1984)脱退後にニュークリア・アソルトを結成した。他にブルータル・トゥルース(1990-1998, 2006-2014)、ヘムロック(1992-1999-?)、S.O.D.(1985-1992, 1998-2002)、ホーリー・モーゼス(1993-1994)、EXIT-13、The Ravenousでも活動していた[2]。
- エリック・バーク　(Eric Burke) - ギター (2002–2004, 2006–2022)
元ブルータル・トゥルース

サポート
- ニコラス・バーカー　(Nicholas Barker)  - ドラムス (2015-2022)

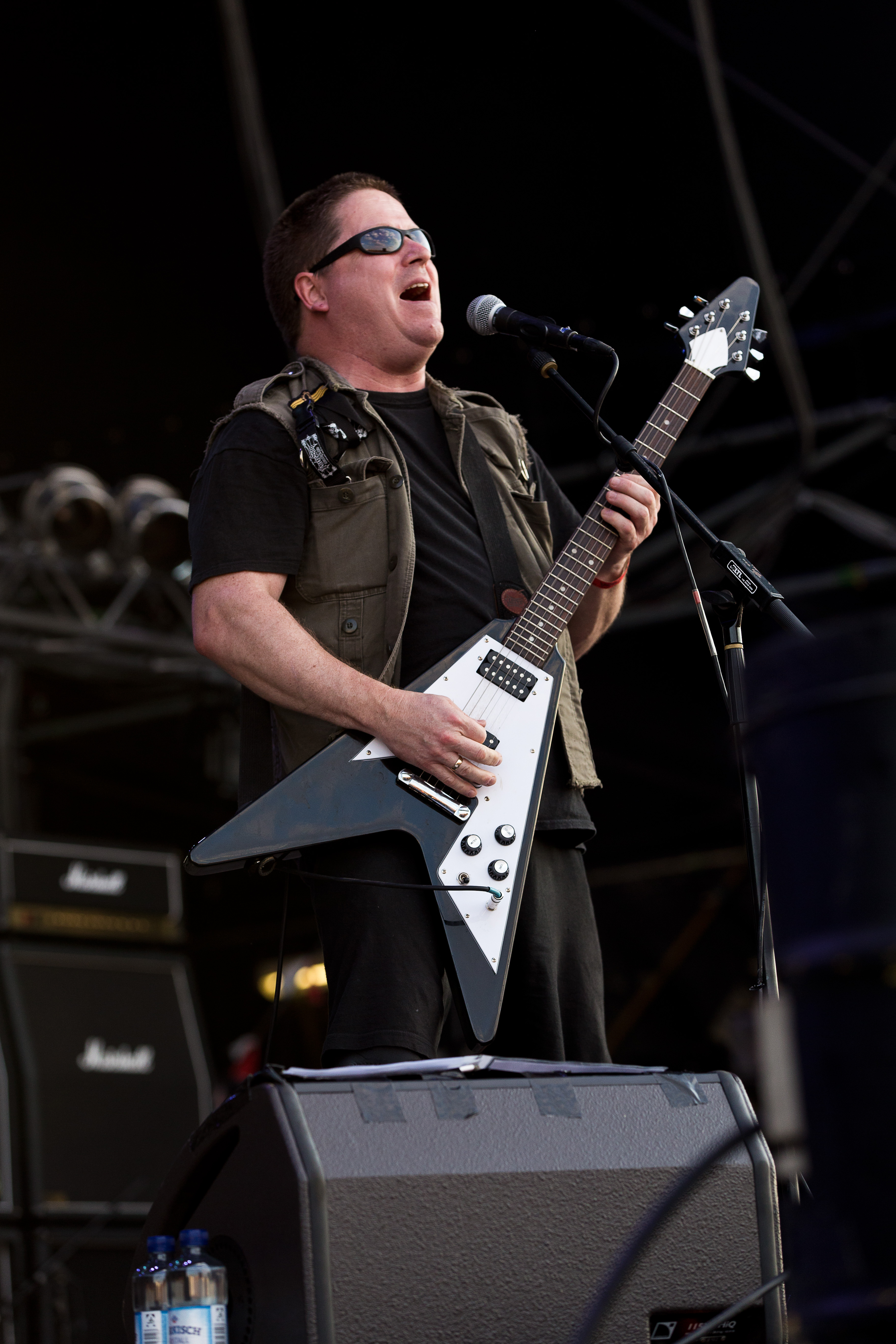
ジョン・コネリー(Vo/G) 2015年
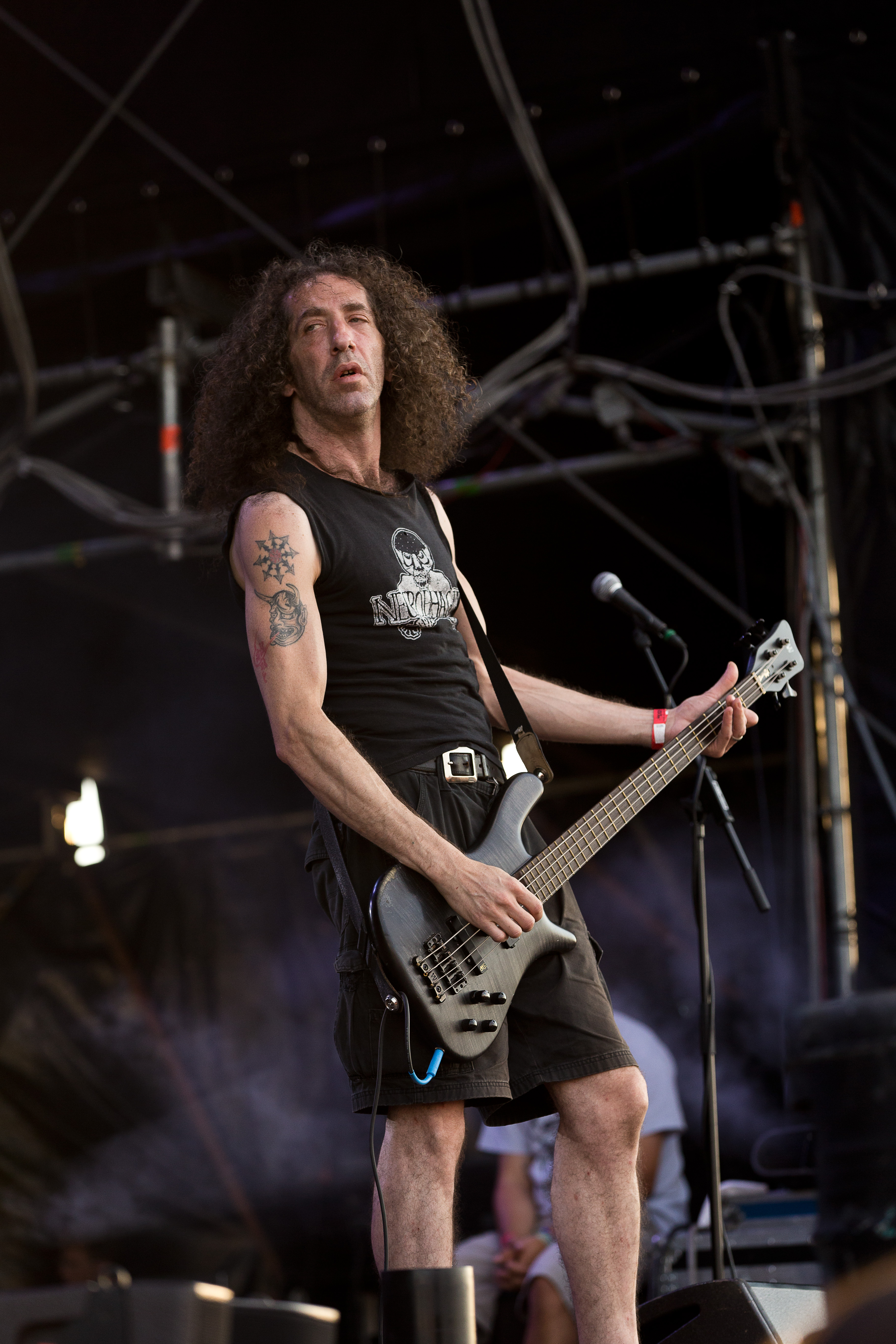
ダン・リルカ(B) 2015年
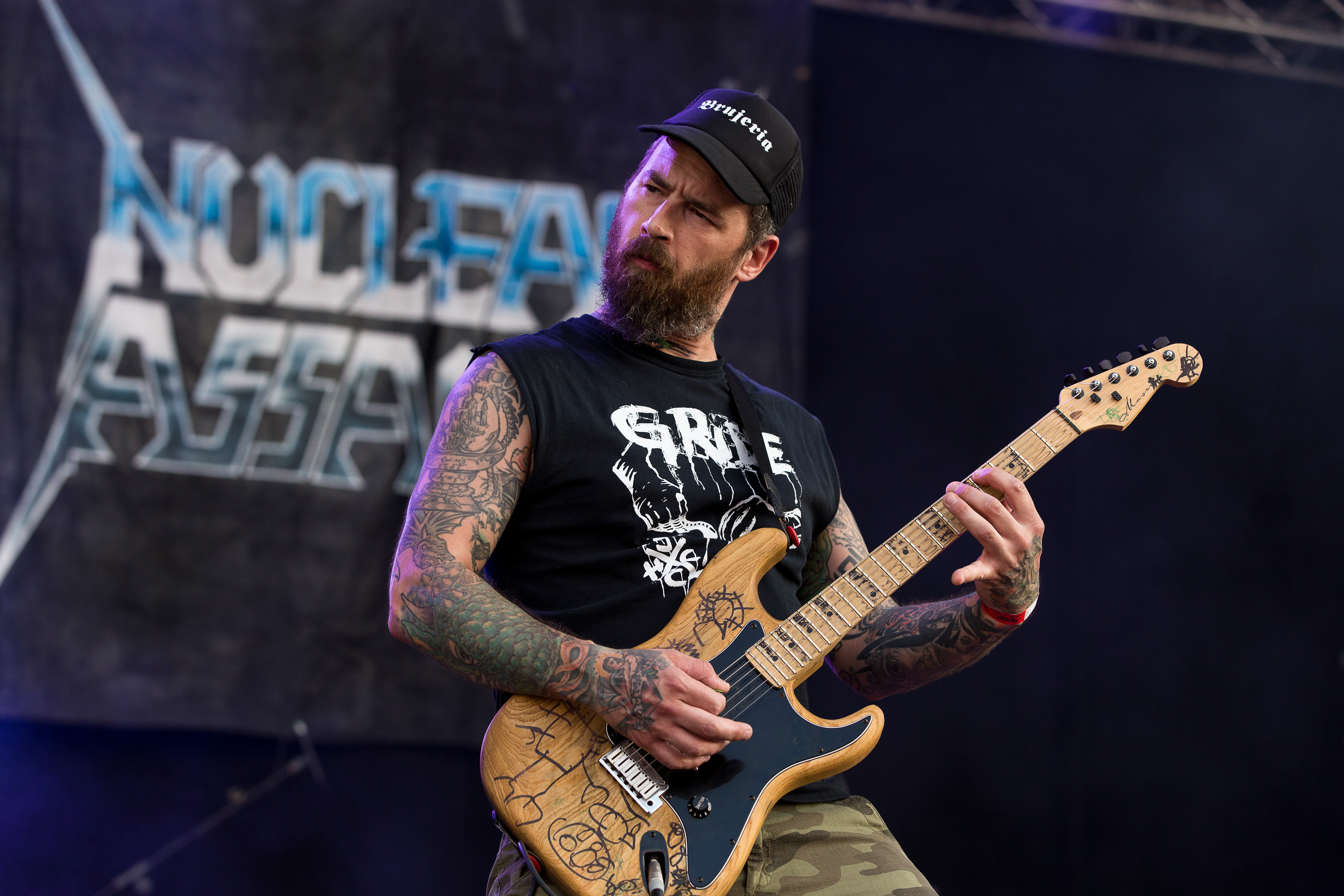
エリック・バーク(G) 2015年
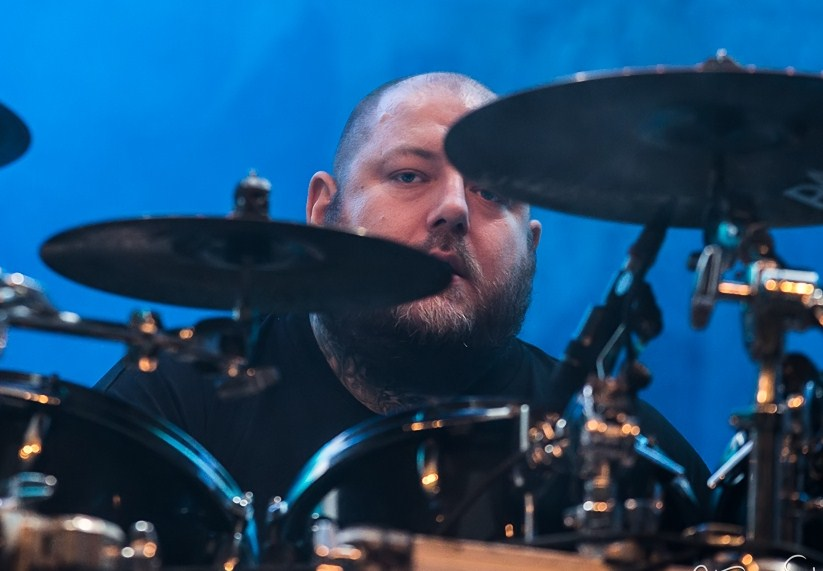
ニコラス・バーカー(Dr) 2013年

### 旧メンバー
- アンソニー・ブラマンテ　(Anthony Bramante) - ギター (1985-1993, 2002)
- グレン・エヴァンス　(Glenn Evans)  - ドラムス (1985-1993, 2002-2015)
元T.T.QUICK、サイド・プロジェクト C.I.A.でも活動していた。
- デイヴ・ディピエトロ　(Dave DiPietro) - ギター (1993)
元T.T.QUICK、サイド・プロジェクトC.I.A.でも活動していた。オジー・オズボーンバンドやブラック・レーベル・ソサイアティで活躍するザック・ワイルドが「心の師」と崇めているギタリストでもある。
- カール・コクラン　(Karl Cochran) - ギター (2005)  　ツアーのみ
- スコット・ハリントン　(Scott Harrington) - ギター (2005)
ジョー・リン・ターナー、エース・フレーリー等と活動。又、Voodooland　や　Far cry　で現在活動中。
- スコット・メタクサス　(Scott Metaxas) - ベース (1993)
元プロフェット

## ディスコグラフィー

### アルバム
- 1986年　Game Over
- 1988年　Survive
- 1989年　Handle With Care
- 1991年　Out Of Order
- 1993年　Something Wicked
- 2005年　Third World Genocide

### シングル・ミニアルバム
- 1987年　Brain Death
- 1987年　The Plague
- 1988年　Fight To Be Free
- 1988年　Good Times Bad Times
- 2015年　Pounder

### ライブ
- 1990年　Live At Hammersmith Odeon
- 2003年　Alive Again

### ベスト
- 1997年　Assault & Battery

### ビデオ
- 1989年　Handle With Care - European Tour '89
- 1991年　Radiation Sickness
- 2006年　Louder Harder Faster

### デモ
- 1984年　1984 demo
- 1985年　Live, Suffer, Die